# Héctor (nombre)
Héctor es un nombre propio masculino de origen griego en su variante en español. Proviene del griego antiguo ῝Εκτωρ (Héktôr), un "nomen agentis" del verbo griego ἔχειν (échein), que significa "tener, poseer"; el significado originario del nombre era "poseedor". En la mitología griega, Héctor fue un príncipe troyano encargado, en la Guerra de Troya, de la defensa de la ciudad frente a las hostilidades de los aqueos, hasta su muerte a manos de Aquiles.

## Variantes
| Variantes en otras lenguas | Variantes en otras lenguas |
| -------------------------- | -------------------------- |
| Español                    | Héctor                     |
| Alemán                     | Hektor                     |
| Asturiano                  | Héctor                     |
| Bosnio                     | Hektor                     |
| Búlgaro                    | Хектор (Hektor)            |
| Catalán                    | Hèctor                     |
| Checo                      | Hektór                     |
| Croata                     | Hektor                     |
| Danés                      | Hektor                     |
| Esloveno                   | Hektor                     |
| Esperanto                  | Hektoro                    |
| Euskera                    | Etor                       |
| Finlandés                  | Hektor                     |
| Francés                    | Hector                     |
| Galés                      | Hector                     |
| Gallego                    | Héitor                     |
| Georgiano                  | ჰექტორი (Hekhtori)         |
| Griego                     | Ἕκτωρ (Héktôr)             |
| Holandés                   | Hektor                     |
| Húngaro                    | Hektor                     |
| Inglés                     | Hector                     |
| Islandés                   | Hektor                     |
| Italiano                   | Ettore                     |
| Latín                      | Hector                     |
| Letón                      | Hektors                    |
| Lituano                    | Hektoras                   |
| Maltés                     | Ettore                     |
| Noruego                    | Hektor                     |
| Polaco                     | Hektor                     |
| Portugués                  | Heitor                     |
| Rumano                     | Hector                     |
| Ruso                       | Гектор (Gektor)            |
| Serbio                     | Хектор (Hektor)            |
| Sueco                      | Hektor                     |
| Turco                      | Hektor                     |
| Ucraniano                  | Гектор (Gektor)            |

## Santoral
- 20 de junio: san Héctor, confesor.[1][2]

- 9 de octubre: san Héctor Valdivielso Sáez, mártir argentino.